# سانيبال اوراهوفاك
سانيبال اوراهوفاك (12 ديسمبر 1978 ببودغوريتسا في الجبل الأسود - ) هو لاعب كرة قدم مونتينيغري (وحمل سابقاً جنسية صربيا والجبل الأسود وجمهورية يوغوسلافيا الاتحادية ‏) في مركز الهجوم. لعب مع النجم الأحمر بلغراد وإرتسغيبيرغه آوه وإف إس في فرانكفورت وبودوتشنوست بودغوريتسا وفيتوريا دي غيماريش وفيهين فيسبادن وملادوست بودغوريتسا ونادي باختاكور طشقند ونادي كارلسروه ونادي بينفايل ونادي ديشيتش.

## وصلات خارجية
- سانيبال اوراهوفاك على موقع الاتحاد الأوربي (الإنجليزية)
- سانيبال اوراهوفاك على موقع قاعدة بيانات كرة القدم.إي يو (الإنجليزية)
- سانيبال اوراهوفاك على موقع بيانات كرة القدم. دي إي (الألمانية)
- سانيبال اوراهوفاك على موقع عالم كرة القدم.نت (الإنجليزية)